# فاطمة بنت موسى الكاظم

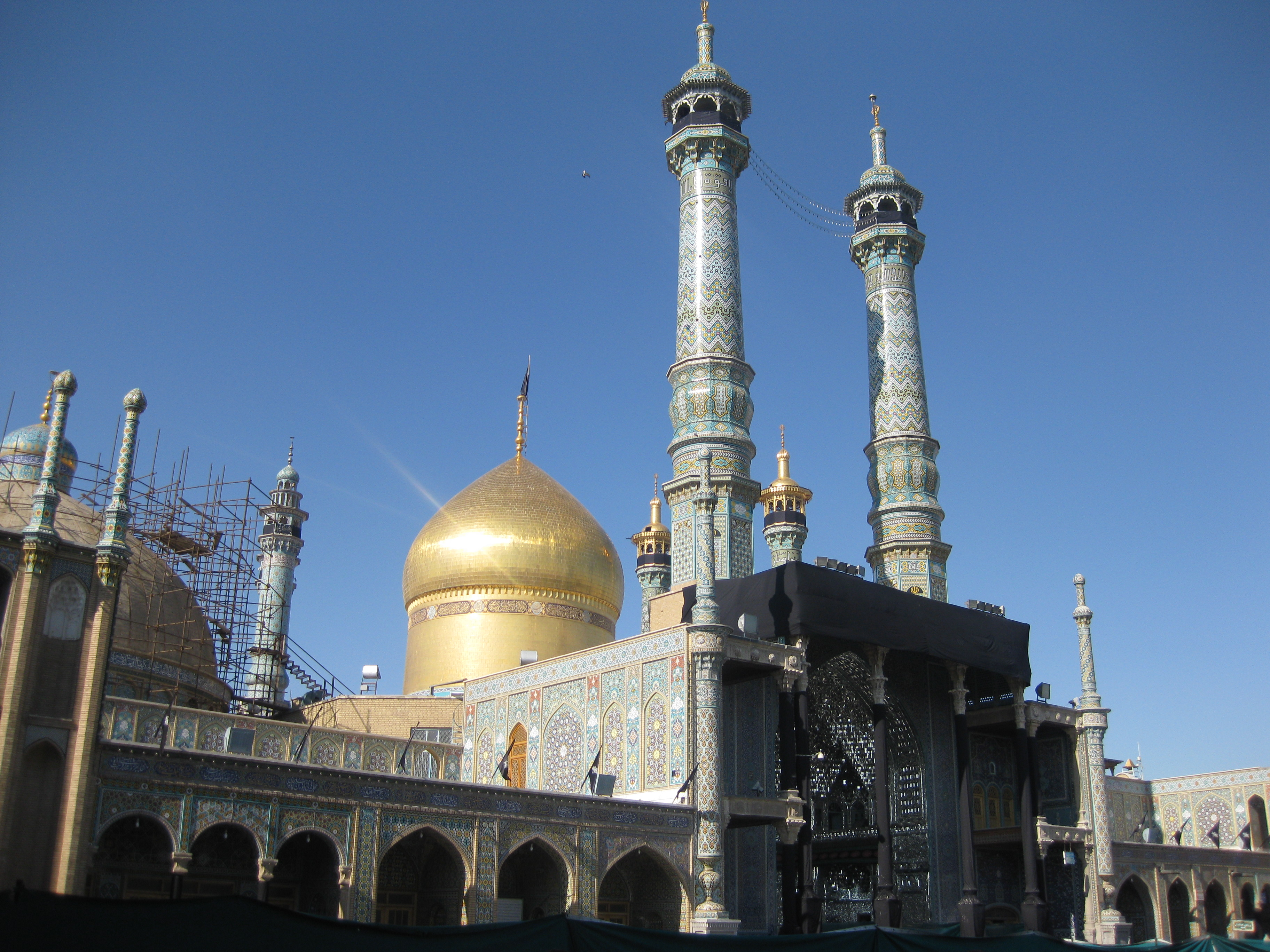
مرقد السيدة فاطمة

فاطمة بنت الإمام موسى الكاظم وأخت الإمام علي الرضا وقد ورد في بعض التواريخ أنّ الرضا لقّبها بالمعصومة. كانت ولادتها في المدينة المنورة في الأول من ذي القعدة عام 173 هـ. وترعرت في بيت الكاظم ونشأت فاطمة تحت رعاية أخيها الرضا توفيت في عام 201 هـ ودفنت في مدينة قم في إيران ولها مرقد ضخم ويزوره الملايين سنوياً.

## ولادتها ونسبها
الوثائق التاريخية القديمة لم تسجل يوم ولادة معصومة بنت موسى الكاظم، إلا أنّ المصادر المتأخرة سجلت أن ولادة فاطمة بنت موسى الكاظم كانت في المدينة المنورة غرّة ذي القعدة الحرام 173هـ.ق. أبوها سابع أئمة الشيعة موسى بن جعفر الكاظم. و قد ذكر الشيخ المفيد ابنتين لموسي الكاظم يحملان اسم فاطمة الأولى فاطمة الصغرى والأخرى فاطمة الكبرى. وأضاف ابن الجوزي فاطمة الوسطى والأخرى. أمها وأم أخيها علي الرضا السيدة نجمة خاتون.

## مكانتها العلمية
يدل على مكانتها العلمية ما ورد في بعض الوثائق التاريخية من أنّ جماعة من الشيعة قصدوا المدينة يريدون الإجابة عن بعض الأسئلة التي كانت معهم، وكان موسى بن جعفر الكاظم مسافرا خارج المدينة، فتصدت السيدة فاطمة للإجابة وكتبت لهم جواب أسئلتهم. و في طريق رجوعهم من المدينة صادفوا موسى بن جعفر الكاظم فعرضوا عليه الإجابة وعندما اطلع موسى بن جعفر الكاظم على جوابها قال ثلاث مرات: «فداها أبوها».

## عدم زواجها
نقل اليعقوبي أنّ ذلك يعود إلى وصية من موسى بن جعفر الكاظم حيث أوصى- كما يقول اليعقوبي- بأن لا تتزوج بناته من أحد. و قد ردّ بعض الباحثين هذا الرأي مستندا إلى جهالة راويه، وأنّه مما تفرّد بنقله أحمد بن يعقوب (اليعقوبي)، و هو غير كاف لإثباته وهو مخالف للسيرة والتاريخ. يضاف إلى ذلك أن رواية الكافي تؤكد أن موسى بن جعفر الكاظم لم يمنع من الزواج وإنما أرجع ذلك إلى ولده علي الرضا حيث قال: «و لا يُزَوِّجُ بناتي أَحدٌ من إِخوتهنَّ من أُمَّهاتهنَّ ولا سلطانٌ ولا عَمٌّ إِلَّا برأْيِه- يعني علي الرضا- و مشورته فإِنْ فعلُوا غير ذلكَ فقدْ خالفُوا اللَّهَ ورسولهُ...».
و إنّ نظرة فاحصة إلى مُجمل الأوضاع العصيبة التي عاصرتها السيّدة ، والضغط الشديد والإرهاب اللذين تعرض لهما العلويّون، انتهاءً بالاعتقال والقتل الفجيع الذي تعرّض له كبيرهم موسى الكاظم، يجعلنا ندرك سبب عدم زواج السيدة وأغلب بنات موسى الكاظم. [وفقًا لِمَن؟]
و يبقى أمر عدم زواج السيّدة، وأغلب أخواتها الأخريات من بنات الإمام الكاظم أحد الشواهد على الظلم والإرهاب اللذين تعرّض لهما أهل البيت في زمن العبّاسيين عامّة. [وفقًا لِمَن؟]

## أسماؤها وألقابها
أشهر أسمائها «المعصومة» وهو المستفاد من الرواية المنسوبة إلى علي الرضا والتي جاء فيها: «من زار أختي معصومة في قم كمن زارني». وجاء في رواية أخرى عنها أنها أشارت إلى أن اسمها معصومة وأنها أخت الرضا.
و من ألقابها: الطاهرة، الحميدة، البرّة، التقية، النقية، الرضية، المرضية، السيدة وأخت علي الرضا.

## رحلتها إلى إيران
بعدما أخرج خليفة الوقت، المأمون، علي بن موسى الرضا من المدينة إلى مرو حيث كانت بخراسان عام مائتين، خرجت فاطمة لتزور أخاها سنة احدى ومئتين، وعندما وصلت إلى ساوة أصيبت بمرض فسألت من الذين كانوا معها: كم بيننا وبين قم؟ فأجابوها: عشرة فراسخ. وبما أنها قد سمعت عن أبائها احاديث عديدةً في فضائل هذه البلدة وأنها كانت ملجأ الشيعة، توجهت إلى قم. خرج أشراف البلدة لاستقبالها بعدما وصلت إلى قم حيث كانت إقامتها عند موسى بن خزرج الأشعريّ.

## وفاتها
اقامت فاطمة بنت موسى الكاظم في دار موسى بن خزرج الأشعري وهي تعاني المرض حيث كانت ترقب لقاء أخيها علي بن موسى الرضا لكن بعد سبعة عشر يومًا وفي 10 ربيع الثاني عام 201 هـ توفيت.

## فضل زيارتها
يعتقد الشيعة أن الروايات التي قد وردت في فضائل زيارتها تنبئ عن جليل شأنها وفضلها و منزلتها عند الله.
- عن جعفر الصادق:«إنّ لله حرماً وهو مكّة، وإنّ للرسول حرماً وهو المدينة، وإنّ لعلي بن أبي طالب حرماً وهو الكوفة، وإنّ لنا حرماً وهو بلدة قم، وستُدفن فيها امرأة من أولادي تُسمّى فاطمة، فمَن زارها وجبت له الجنّة».
- عن محمد الجواد: «مَن زار قبر عمّتي بقم فله الجنّة»
- عن علي الرضا:من زارها عارفا بحقها فله الجنة.